# Катакомбы Санта-Лючия
Катакомбы Санта-Лючия — раннехристианские катакомбы в Сиракузах (Сицилия), датируемые III веком, с сохранившимися византийскими фресками VIII века.

## Катакомбы
Катакомбы Санта-Лючия расположены в северной части современных Сиракуз, под церковью Санта-Лючия-фуори-ле-мура. В настоящее время закрыты для посещения. Часть катакомб включена в мемориальную Капеллу дель Сеполькро-ди-Санта-Лючия. Своё название получили в честь святой Луции, чьи мощи находились здесь до 1040 года.
Комплекс катакомб был исследован Паоло Орси в 1916 — 1919 годах. Катакомбы Санта-Лючия были уверенно датированы им III веком. Комплекс состоит из четырёх секций (условно называемых A, B, C, D), выросших из частных гипогеев (секция D) и заброшенных языческих святилищ (секция C). Основным типом захоронений являются одиночные локули, расположенные друг над другом в несколько рядов вдоль стен галерей (секции A и B) или в кубикулах (секция C). После прекращения гонений катакомбы Санта-Лючия использовались не только для погребений, но и для проведения богослужений. Наиболее ценной является подземная часовня с византийскими фресками VIII века, изображающими нескольких святителей и сорок Севастийских мучеников.

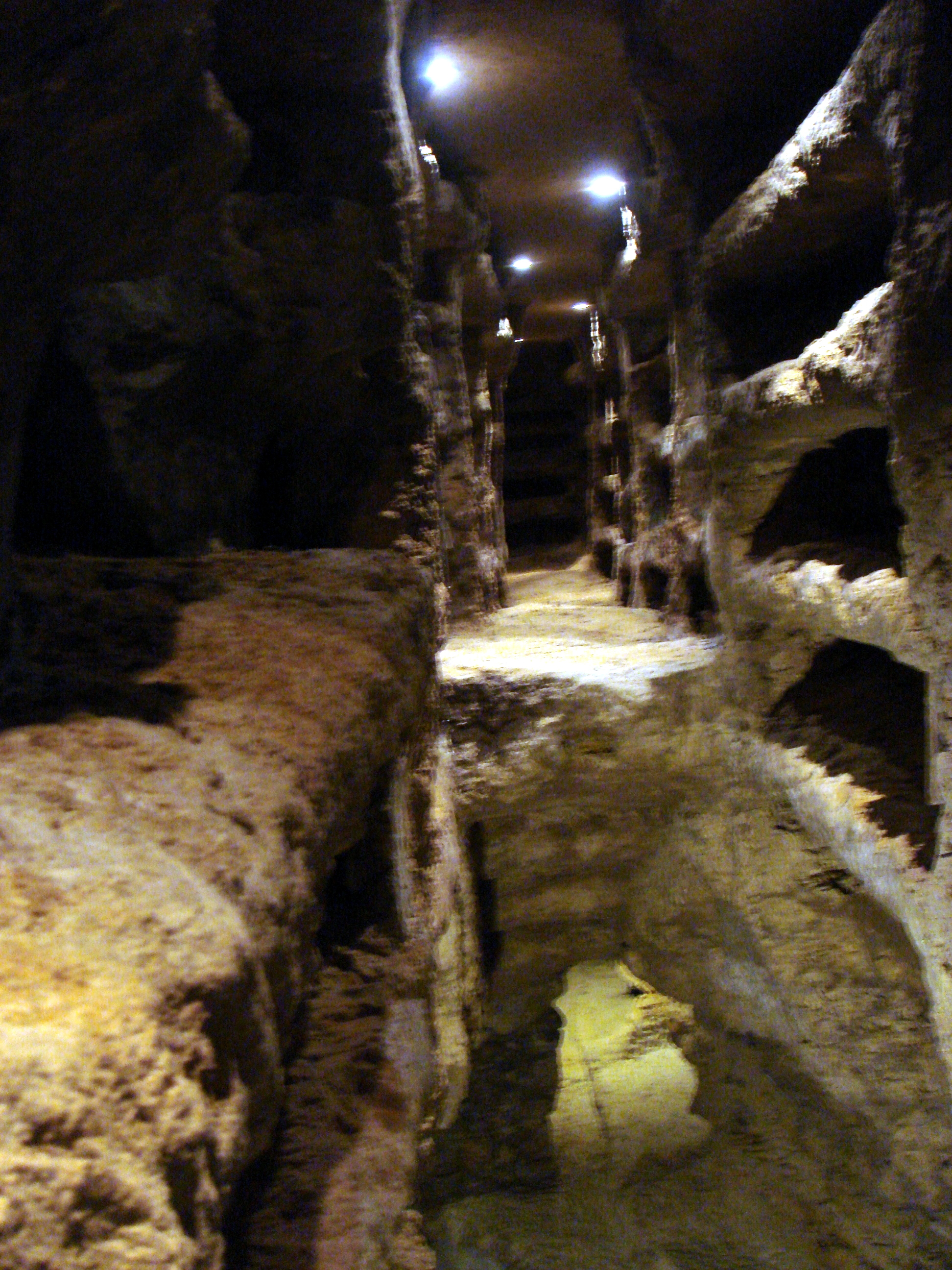
Два уровня катакомб Санта-Лючия
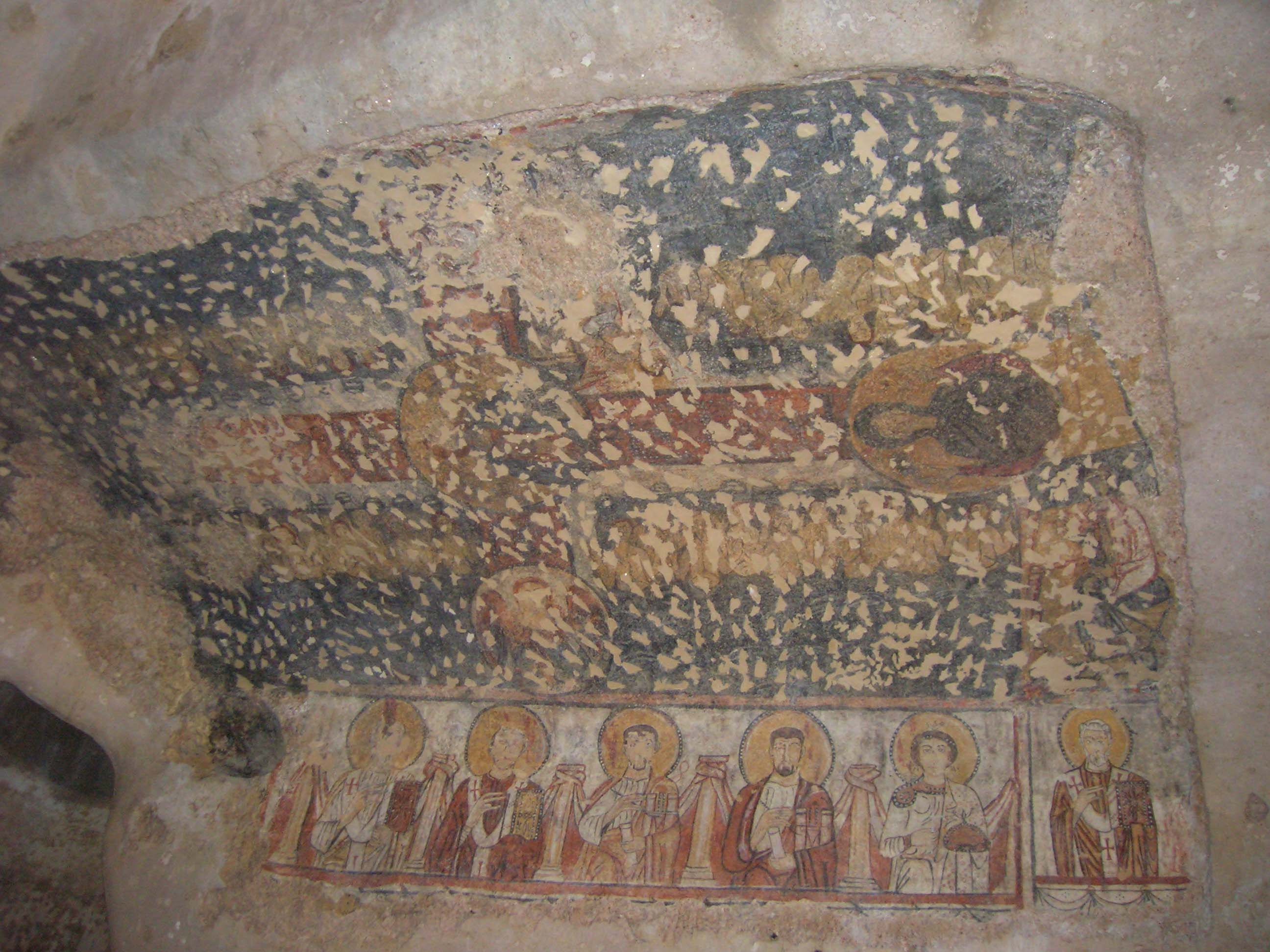
Византийские фрески VIII века (40 Севастийских мучеников окружают крест на потолке)
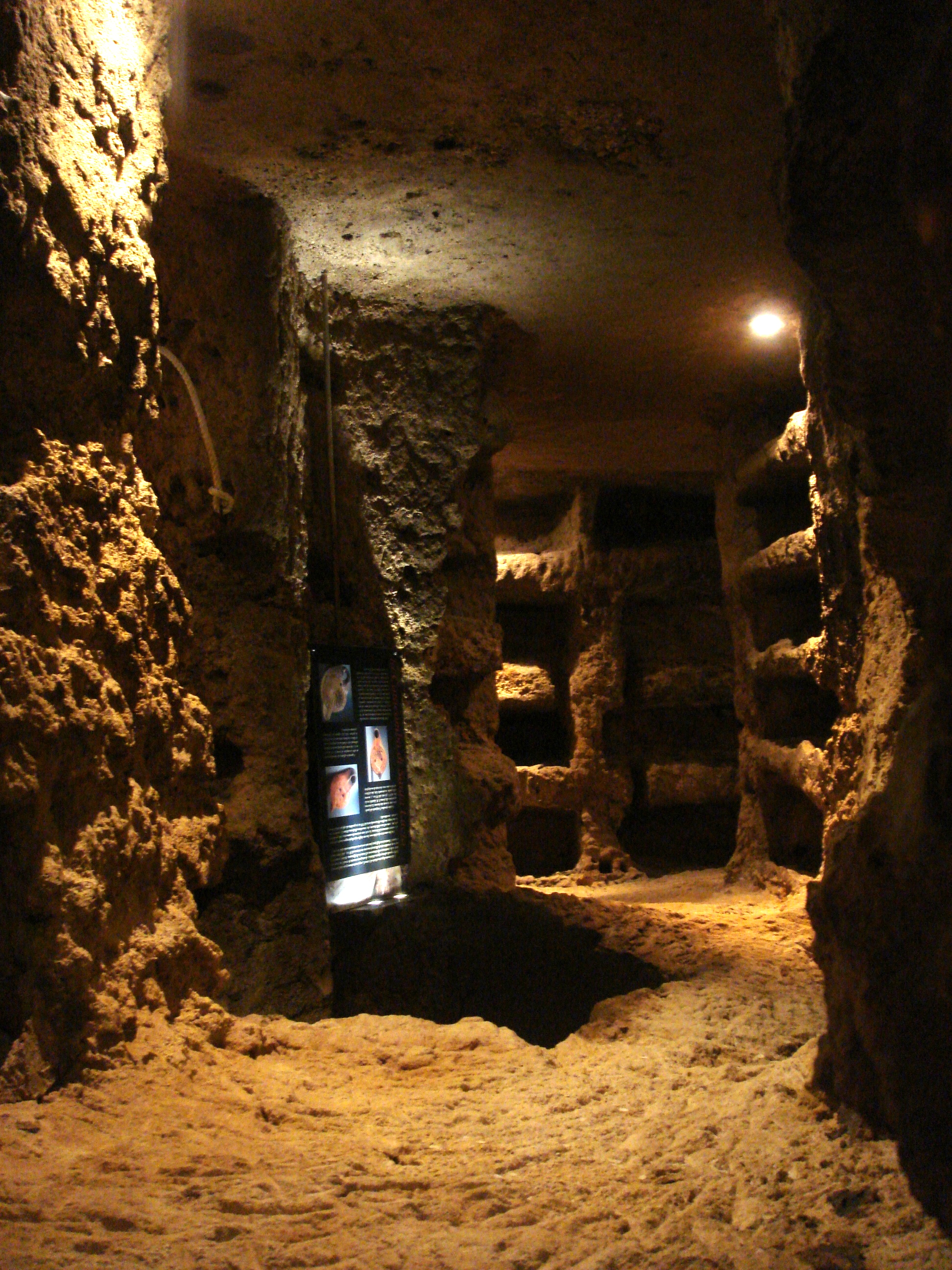
Характерная галерея катакомб Санта-Лючия

## Церковь Санта-Лючия-фуори-ле-мура
Церковь святой Луции «за стенами» известна с 1100 года и неоднократно перестраивалась. Разрушена землетрясением 1693 года и затем восстановлена, а южный портик пристроен в 1723 — 1724 годах. Основной достопримечательностью церкви является заалтарный образ «Погребение святой Луции» работы Караваджо (1608 год).

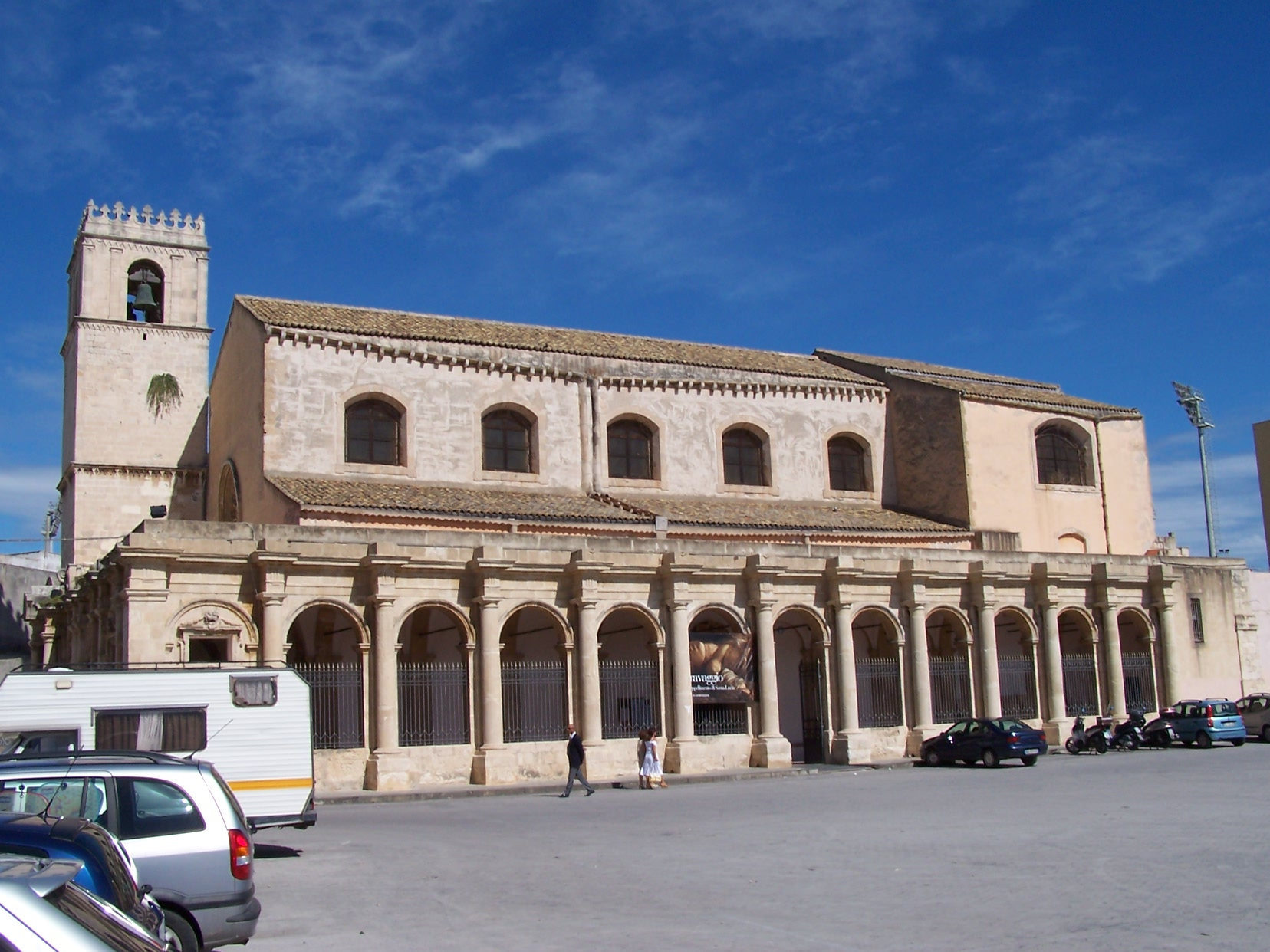
Южный фасад церкви Санта-Лючия-фуори-ле-мура
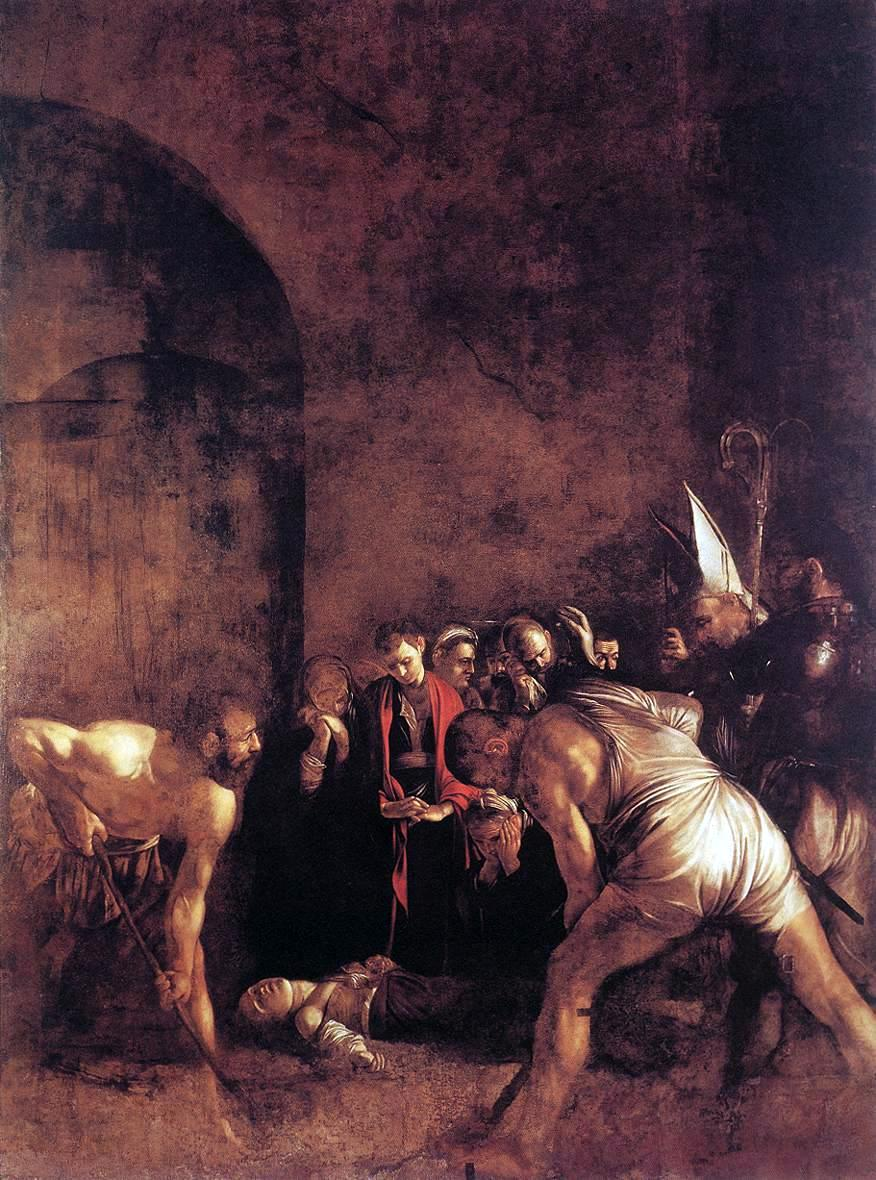
«Погребение святой Луции» (Караваджо)

## Капелла дель Сеполькро-ди-Санта-Лючия
Капелла построена над местом первоначального погребения святой Луции. Её мощи находились в катакомбах вплоть до 1040 года, когда освободивший Сиракузы от арабов византийский полководец Георгий Маниак взломал гробницу и увёз нетленные мощи в Константинополь. Несмотря на потерю мощей, жители Сиракуз продолжали почитать место первого погребения святой Луции. В 1634 году над этим местом архитектором Джованни Вермексио была возведена восьмиугольная капелла по образцу раннехристианских мартириев. Главный алтарь капеллы сооружён перед взломанной гробницей святой Луции, а под алтарём с 1735 года помещена серебряная статуя святой работы Грегорио Тедески.

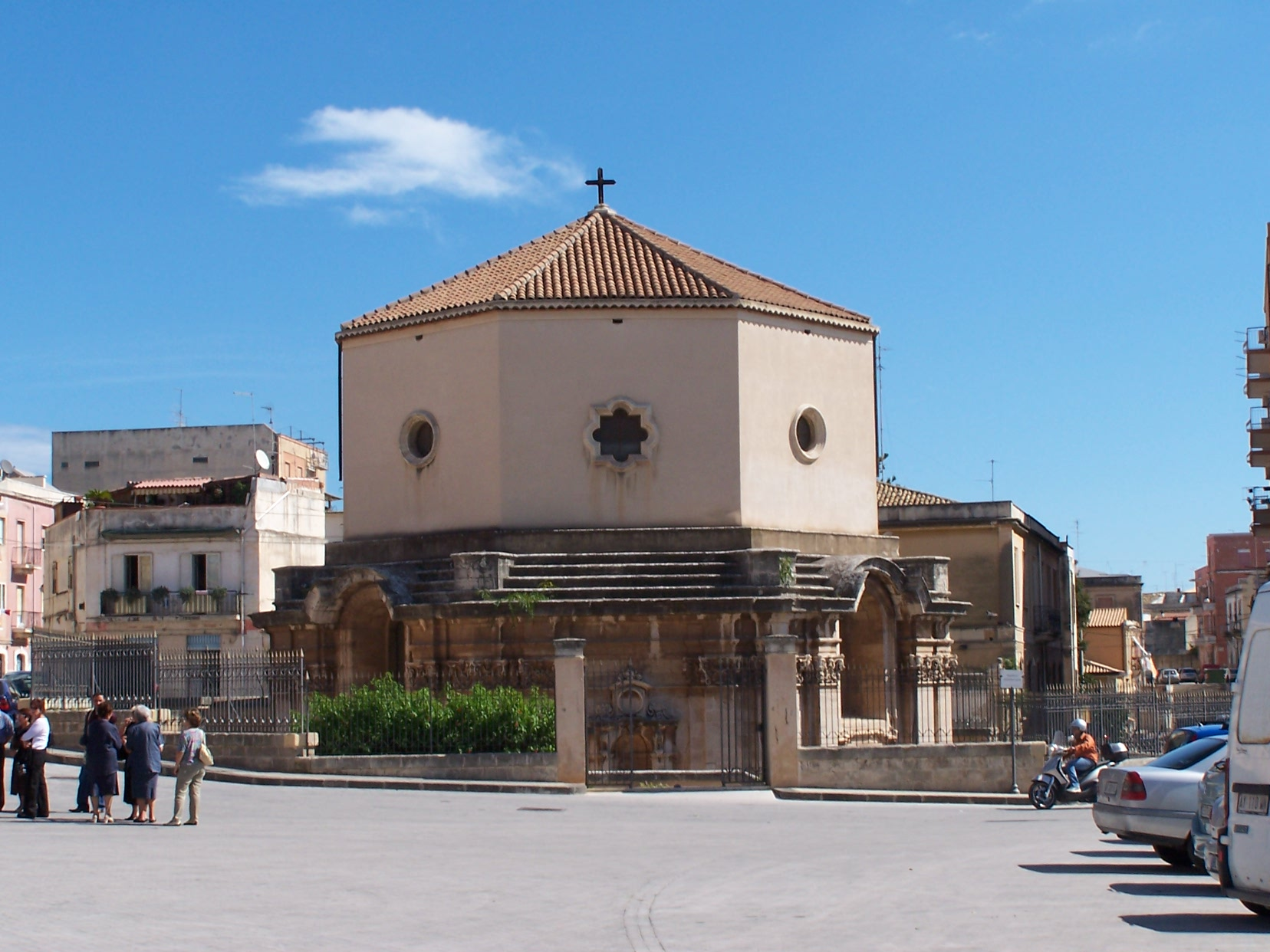
Внешний вид капеллы
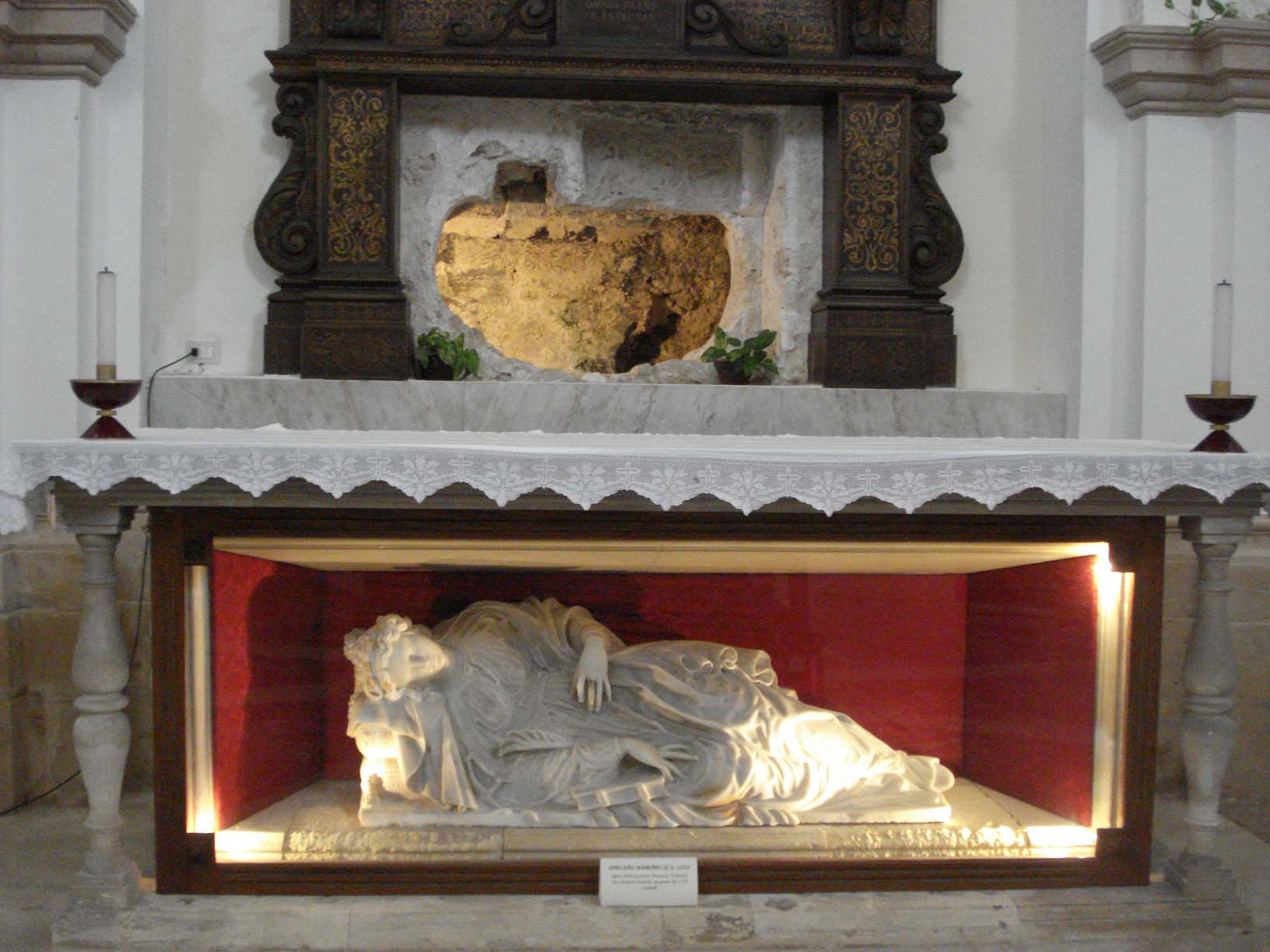
Взломанная гробница святой Луции и алтарь перед гробницей